# Die Happy
I Die Happy sono un gruppo musicale alternative metal tedesco attivo dal 1993.

## Storia del gruppo
Il gruppo è stato fondato ad Ulma dalla cantante ceca Marta Jandová e da Thorsten Mewes. Nonostante la band sia tedesca, le loro canzoni sono scritte e interpretate quasi esclusivamente in lingua inglese.
La band ha avuto successo a partire dalla pubblicazione del quarto album nel 2001 ed è tuttora conosciuta in Germania, Austria, Repubblica Ceca e Svizzera.
Maria Jandová ha collaborato con Apocalyptica, In Extremo e altri gruppi. Nel 2015 la cantante ha rappresentato la Repubblica Ceca all'Eurovision Song Contest 2015 insieme a Václav Noid Bárta.

## Formazione
- Marta Jandová - voce
- Thorsten Mewes - chitarra
- Ralph Rieker - basso
- Jürgen Stiehle - batteria

## Discografia
- 1994 - Better Than Nothing
- 1996 - Dirty Flowers
- 1997 - Promotion
- 2001 - Supersonic Speed
- 2002 - Beautiful Morning
- 2003 - The Weight of the Circumstances
- 2005 - Bitter to Better
- 2005 - Four and More (Unplugged)
- 2006 - No Nuts No Glory
- 2008 - VI
- 2009 - Most Wanted (Best of)
- 2010 - Red Box
- 2014 - Ever Love
- 2020 - Guess What